# Atsushi Ōkubo
Atsushi Ōkubo (大久保 篤 Ōkubo Atsushi?) (n. 20 septembrie 1979, Japonia), de asemenea romanizat ca Atsushi Ohkubo, este un autor manga japonez și artist de fantezie cunoscut pentru seria manga Soul Eater care a fost adaptat apoi într-un anime. Okubo a lucrat ca asistent în cadrul lui Rando Ayame, pe seria manga/anime Get Backers. El a creat, de asemenea, opera de artă pentru diferite cadruri cum ar fi jocul Lord of Vermillion. Atsushi Ōkubo nu a fost elev model și a fost mai mult atras de desene decât de învățat. La 20 de ani după ce a terminat studiile la o școală de artiști manga unde s-a întâlnit cu Rando Ayamine, autorul seriei "Get Backers", el a devenit asistentul lui Randon Ayamine pentru doi ani. În cele din urmă, el a câștigat un concurs la revista Square Enix a lui Gangan, cu prima sa serie manga B.Ichi și a fost publicată în patru volume. După încheierea ultimului său manga, el a creat Soul Eater, la revista Square Enix a lui Gangan, care i-a adus un scces la mondial.

## Lucrări
- Get Backers (1999) - artist, asistent
- B. Ichi (2002) - artist, scriitor
- Soul Eater (2003) - artist, scriitor
- Soul Eater Not! (2011) - artist, scriitor
- Fire Force (2015) - artist, scriitor

Sursă:

## Asistenți
- Maru Tomoyuki (Tripeace)
- Takatoshi Shiozawa (Full Moon)
- Takuji Kauto (The Unusual Front)
- Yoshiki Tonogai (Doubt)